# Fantastic Light
Fantastic Light, né en 1996, est un cheval de course pur-sang. Cheval de l'année en Europe en 2001, ce globe-trotter s'est bâti un formidable palmarès dans sept pays différents.

## Carrière de course

Casaque de Maktoum Al Maktoum

Casaque de Godolphin

Élevé dans le Kentucky à Gainsborough Farm, le haras de son propriétaire Maktoum Al Maktoum, Fantastic Light est envoyé en Angleterre où il débute victorieusement, sous les ordres de Michael Stoute, à l'été de ses 2 ans. Il se produit trois fois à cet âge, pour deux victoires et un échec au niveau Listed. Son retour à 3 ans se solde par une victoire directement au niveau des groupes, ce qui le place parmi les prétendants au Derby d'Epsom. Mais un échec dans une autre préparatoire fait revoir ses plans à Michael Stoute, qui le dirige plutôt vers les distances intermédiaires, avec réussite, puisque Fantastic Light se place dans les Prince of Wales's Stakes et les Eclipse Stakes. À l'été, plus mûr, il retente sa chance sur 2 400 mètres et remporte les Great Voltigeur Stakes, ce qui lui ouvre les portes du Prix de l'Arc de Triomphe. Mais à Longchamp il se montre inexistant et termine dans le lointain.
Mais le meilleur est à venir car Fantastic Light donne sa pleine mesure une fois passé l'âge tendre. À l'orée de son année de 4 ans, après une rentrée victorieuse à Dubaï dans le Sheema Classic, Fantastic Light rejoint les effectifs de Godolphin, l'écurie qui rassemble les intérêts de la famille Al Maktoum, et passe des boxes de Michael Stoute à ceux de Saeed bin Suroor. Son été anglais est plutôt réussi, avec deux accessits d'honneur dans la Coronation Cup de Kalanisi et les King George de Montjeu. En revanche il échoue dans les Eclipse Stakes, finissant à distance de Giant's Causeway. Son automne américain, à l'occasion duquel il la connaissance de celui qui sera désormais son jockey attitré, Lanfranco Dettori, n'est pas mal non plus avec une victoire dans les Man o'War Stakes. Mais son arrière-saison asiatique est encore meilleure avec une méritoire troisième place, à la lutte, dans la Japan Cup de T M Opera O, et une victoire  dans la Hong Kong Cup. 
En 2001, Fantastic Light a 5 ans et, toujours affamé de voyages et de victoires, il réalise sa meilleure saison. Deuxième du Japonais Stay Gold à Dubaï, il remporte coup sur coup deux groupe 1 européens, la Tattersalls Gold Cup et les Prince of Wales's Stakes. À l'été, il est opposé dans les King George au formidable 3 ans Galileo, probant lauréat du Derby et toujours invaincu. Il n'y a pas photo : le cadet l'emporte nettement. Mais quelques semaines plus tard, Fantastic Light prend une magnifique revanche sur Galileo dans les Irish Champion Stakes, au bout d'une lutte inoubliable décrite par la British Horseracing Authority comme "l'une des plus grandes courses de la décennie", et que les lecteurs du Racing Post, publication de référence des courses en Angleterre ont classé septième sur la liste des 100 plus grandes courses. Après ce mano a mano d'anthologie, ne reste plus à Fantastic Light qu'à boucler un dernier voyage, un dernier groupe 1, pour parachever une splendide carrière : ce sera à New York, à Belmont, où il s'impose dans la Breeders' Cup Turf, son sixième groupe 1, avec un excellent chrono de 2'24"36.   
Le magnifique palmarès de Fantastic Light lui vaut des honneurs : élu cheval de l'année sur le gazon aux États-Unis sur la seule foi de sa Breeders' Cup Turf où il a dominé ce que les Américains ont de mieux dans le domaine, il cumule les titres de cheval d'âge de l'année en Europe et celui, suprême, de cheval de l'année en Europe. Crédité d'un rating de 134 par Timeform, il termine troisième à égalité avec Galileo au classement 2001 de la FIAH, derrière le lauréat du Prix de l'Arc de Triomphe Sakhee et l'Américain Point Given, cheval de l'année dans son pays.

### Résumé de carrière
| Date         | Hippodrome      | Pays        | Course                                  | Statut      | Distance    | Jockey      | Place       | Écart       | Vainqueur ou deuxième |
| 1998, 2 ans  | 1998, 2 ans     | 1998, 2 ans | 1998, 2 ans                             | 1998, 2 ans | 1998, 2 ans | 1998, 2 ans | 1998, 2 ans | 1998, 2 ans | 1998, 2 ans           |
| ------------ | --------------- | ----------- | --------------------------------------- | ----------- | ----------- | ----------- | ----------- | ----------- | --------------------- |
| 2 août       | Sandown         | Royaume-Uni | Carshalton Novice Stakes                |             | 1 400 m     | J. A. Reid  | 1er / 5     | 1 ¾         | Sicnee                |
| 22 août      | Sandown         | Royaume-Uni | Sun Conditions Stakes                   |             | 1 600 m     | J. A. Reid  | 1er / 5     | 3/4         | Aesops                |
| 11 septembre | Goodwood        | Royaume-Uni | Stardom Stakes                          | Listed      | 1 600 m     | R. Cochrane | 3e / 3      | 2 ½         | Mutaahab              |
| 1999, 3 ans  |                 |             |                                         |             |             |             |             |             |                       |
| 24 avril     | Sandown         | Royaume-Uni | Sandown Classic Trial                   | Gr. 3       | 2 000 m     | D. Holland  | 1er / 7     | cte tête    | Dehush                |
| 8 mai        | Lingfield       | Royaume-Uni | Lingfield Derby Trial                   | Gr. 3       | 2 400 m     | D. Holland  | 4e / 5      | 6 ¾         | Lucido                |
| 15 juin      | Ascot           | Royaume-Uni | Prince of Wales's Stakes                | Gr. 2       | 2 000 m     | G. Stevens  | 2e / 8      | tête        | Lear Spear            |
| 3 juillet    | Sandown         | Royaume-Uni | Eclipse Stakes                          | Gr. 1       | 2 000 m     | G. Stevens  | 3e / 8      | 3/4         | Compton Admiral       |
| 17 août      | York            | Royaume-Uni | Great Voltigeur Stakes                  | Gr. 2       | 2 400 m     | G. Stevens  | 1er / 7     | 1 ¼         | Bienamado             |
| 19 septembre | Newbury         | Royaume-Uni | Arc Trial                               | Listed      | 2 200 m     | K. Fallon   | 1er / 6     | 3/4         | High Rise             |
| 3 octobre    | Longchamp       | France      | Prix de l'Arc de Triomphe               | Gr. 1       | 2 400 m     | J. A. Reid  | 11e / 14    | 29          | Montjeu               |
| 2000, 4 ans  |                 |             |                                         |             |             |             |             |             |                       |
| 25 mars      | Nad Al Sheba    | Dubaï       | Dubaï Sheema Classic                    | Gr. 3       | 2 400 m     | K. Fallon   | 1er / 16    | 3           | Caitano               |
| 9 juin       | Epsom           | Royaume-Uni | Coronation Cup                          | Gr. 1       | 2 400 m     | C. McCarron | 2e / 4      | 3/4         | Daliapour             |
| 8 juillet    | Sandown         | Royaume-Uni | Eclipse Stakes                          | Gr. 1       | 2 000 m     | J. A. Reid  | 5e / 8      | 6 ¼         | Giant's Causeway      |
| 29 juillet   | Ascot           | Royaume-Uni | King George VI & Queen Elizabeth II St. | Gr. 1       | 2 400 m     | J. A. Reid  | 2e / 7      | 1 ¾         | Montjeu               |
| 9 septembre  | Belmont Park    | États-Unis  | Man o' War Stakes                       | Gr. 1       | 2 200 m     | J. Bailey   | 1er / 8     | 1           | Ela Athena            |
| 7 octobre    | Belmont Park    | États-Unis  | Joe Hirsch Turf Classic Invitational    | Gr. 1       | 2 400 m     | L. Dettori  | 4e / 12     | 3 ½         | John's Call           |
| 4 novembre   | Churchill Downs | États-Unis  | Breeders' Cup Turf                      | Gr. 1       | 2 400 m     | L. Dettori  | 5e / 13     | 2           | Kalanisi              |
| 26 novembre  | Fuchu           | Japon       | Japan Cup                               | Gr. 1       | 2 400 m     | L. Dettori  | 3e / 16     | enc.        | T M Opera O           |
| 17 décembre  | Sha Tin         | Hong Kong   | Hong Kong Cup                           | Gr. 1       | 2 000 m     | L. Dettori  | 1er / 13    | 1 ¾         | Greek Dance           |
| 2001, 5 ans  |                 |             |                                         |             |             |             |             |             |                       |
| 24 mars      | Nad Al Sheba    | Dubaï       | Dubaï Sheema Classic                    | Gr. 2       | 2 400 m     | L. Dettori  | 2e / 16     | nez         | Stay Gold             |
| 27 mai       | Curragh         | Irlande     | Tattersalls Gold Cup                    | Gr. 1       | 2 100 m     | L. Dettori  | 1er / 6     | enc.        | Golden Snake          |
| 20 juin      | Ascot           | Royaume-Uni | Prince of Wales's Stakes                | Gr. 1       | 2 000 m     | L. Dettori  | 1er / 9     | 2 ½         | Kalanisi              |
| 28 juillet   | Ascot           | Royaume-Uni | King George VI & Queen Elizabeth II St. | Gr. 1       | 2 400 m     | L. Dettori  | 2e / 12     | 2           | Galileo               |
| 8 septembre  | Leopardstown    | Irlande     | Irish Champion Stakes                   | Gr. 1       | 2 000 m     | L. Dettori  | 1er / 8     | tête        | Galileo               |
| 27 octobre   | Belmont Park    | États-Unis  | Breeders' Cup Turf                      | Gr. 1       | 2 400 m     | L. Dettori  | 1er / 11    | 3/4         | Milan                 |

## Au haras
Fantastic Light prend ses quartiers d'étalon à Dalham Hall, le haras de Godolphin à Newmarket, à £ 30 000 la saillie. Puis il est transféré à l'antenne japonaise de Godolphin en 2007, tout en faisant la navette avec l'Australie. Fantastic Light n'a pas vraiment brillé dans cet exercice, mais donné tout de même deux vainqueurs de groupe 1. Il est finalement retiré de la monte en 2012.

## Origines
Fantastic Light est le meilleur produit européen de Rahy, né dans la pourpre (par le grand Blushing Groom et la championne canadienne et très grande poulinière Glorious Song, mère également de Singspiel), et adjugé yearling pour 2 millions de dollars. Envoyé en Angleterre, il fut l'un des bons 2 ans du pays terminant notamment deuxième des Middle Park Stakes. Il poursuivit sa carrière outre-Atlantique (où il ne put s'imposer qu'au niveau groupe 2) et y resta pour accomplir une très bonne carrière d'étalon. Il est l'auteur d'une dizaine de lauréats de groupe 1 dont la Hall of Famer américaine Serena's Song, et il est surtout un très bon père de mère, puisque ses filles ont donné des champions tels Giant's Causeway ou Alpha Centauri, lauréate de quatre groupe 1. Il a été sacré tête de liste des pères de mères dans les îles Britanniques en 2000.
La famille maternelle est une brillante lignée de championnes canadiennes élevée par E.P. Taylor, que l'on peut faire remonter à Nangela, deuxième des Natalma Stakes en 1967, et mère de Square Angel. Championne des 3 ans canadiennes en 1973 et membre du Hall of Fame des courses canadiennes, elle remporta les Canadian Oaks et, de l'autre côté de la frontière, pris la deuxième place des Natalma Stakes. Grande poulinière, elle est la mère de :
- Kamar (1976, par Key to The Mint) : Canadian Oaks, meilleure 3 ans canadienne en 1979. Mère de :
  - Key to The Moon (Wajima) : meilleur 3 ans canadien en 1984
  - Gorgeous (Slew o' Gold) : Ashland Stakes, Hollywood Oaks, Vanity Invitational Handicap, 2e Breeders' Cup Distaff.
  - Seaside Attraction (Seattle Slew) : 3e Acorn Stakes. Mère de :
    - Golden Attraction (Mr. Prospector) : 2 ans américaine de l'année en 1995.
    - Cape Town (Seeking The Gold) : Florida Derby.

  - Jood (Rahy), mère de :
    - Hi Dubaï (Rahy) : 2e Prix Saint-Alary, 3e E.P. Taylor Stakes, 4e Nassau Stakes.
    - Fantastic Light
- Stellarette (1978, par Tentam) : Barbara Fritchie Handicap (Gr.3), mère de :
  - Cuddles (Mr. Prospector) : Hollywood Starlet Stakes (Gr.1)
- Love Smitten (1981, par Key to The Mint) : Apple Blossom Handicap (Gr.1), mère de :
  - Thief of The Hearts (In The Wings) : Prix de Condé (Gr.3)
  - Water Poet (Sadler's Wells) : Prix de Reux, meilleur étalon du XXe siècle au Vénézuela.
  - Swain (Nashwan) : King George VI & Queen Elizabeth Stakes (deux fois), Coronation Cup, Irish Champion Stakes, 2e Dubaï World Cup, 3e Prix de l'Arc de Triomphe, Breeders' Cup Classic.

- Dancing on a Cloud (1983, par Nijinsky) : Beverly D. Stakes.

### Pedigree
| Origines de Fantastic Light (USA), mâle bai, 1996 | Origines de Fantastic Light (USA), mâle bai, 1996 | Origines de Fantastic Light (USA), mâle bai, 1996 | Origines de Fantastic Light (USA), mâle bai, 1996 |
| ------------------------------------------------- | ------------------------------------------------- | ------------------------------------------------- | ------------------------------------------------- |
| Père Rahy 1985                                    | Blushing Groom 1974                               | Red God                                           | Nasrullah                                         |
| Père Rahy 1985                                    | Blushing Groom 1974                               | Red God                                           | Spring Run                                        |
| Père Rahy 1985                                    | Blushing Groom 1974                               | Runaway Bride                                     | Wild Risk                                         |
| Père Rahy 1985                                    | Blushing Groom 1974                               | Runaway Bride                                     | Aimee                                             |
| Père Rahy 1985                                    | Glorious Song 1976                                | Halo                                              | Hail To Reason                                    |
| Père Rahy 1985                                    | Glorious Song 1976                                | Halo                                              | Cosmah                                            |
| Père Rahy 1985                                    | Glorious Song 1976                                | Ballade                                           | Herbager                                          |
| Père Rahy 1985                                    | Glorious Song 1976                                | Ballade                                           | Miss Swapsco                                      |
| Mère Jood 1989                                    | Nijinsky 1967                                     | Northern Dancer                                   | Nearctic                                          |
| Mère Jood 1989                                    | Nijinsky 1967                                     | Northern Dancer                                   | Natalma                                           |
| Mère Jood 1989                                    | Nijinsky 1967                                     | Flaming Page                                      | Bull Page                                         |
| Mère Jood 1989                                    | Nijinsky 1967                                     | Flaming Page                                      | Flaring Top                                       |
| Mère Jood 1989                                    | Kamar 1976                                        | Key To The Mint                                   | Graustark                                         |
| Mère Jood 1989                                    | Kamar 1976                                        | Key To The Mint                                   | Key Bridge                                        |
| Mère Jood 1989                                    | Kamar 1976                                        | Square Angel                                      | Quadrangle                                        |
| Mère Jood 1989                                    | Kamar 1976                                        | Square Angel                                      | Nangela (famille 14-c)                            |